# المنتدى الدولي للنشر الرقمي
المنتدى الدولي للنشر الرقمي (بالإنجليزية: The International Digital Publishing Forum)‏ أو اختصاراً IDPF هو جمعية دولية تُعنى بمعايير النشر الرقمي، والتي أنشئت من أجل إنشاء معايير موثوقة وكاملة لنشر الكتب الرقمية.
ابتداءً من بنية نشر الكتب الرقمية مفتوحة المصدر OEB عام 1999، والتي تم إنشائها على نحو HTML، وبعدها تم تحديد بنية النشر مفتوح المصدر Open Publication Structure وصيغة التغليف مفتوحة المصدر Open Packaging Format وصيغة الحاوي مفتوح المصدر. هذه الصيغ هي أساسات صيغ ملفات كتب EPUB وMobipocket الرقمية.
بينما بدأت المعايير الأساسية (الصفحات، الوصلات والروابط، تعرف جدول المحتويات، المؤلفون، إلخ...) بعض المعايير الأخرى تقاطع مجال الجهاز، مثل معايير الطاقة ومميزات أجهزة القراءة، وما زالت تمر بمرحلة تغيرات وتطور. بعض المعايير الأخرى التي تخص التجارة الإلكترونية (متضمنة حماية إدارة الحقوق الرقمية) ترتبط بالطريقة التي تباع بها الكتب الرقمية أو توصّل، لذا يتم التحكم بها من قبل الباعة المختصين.

## وصلات خارجية
- المنتدى الدولي للنشر الرقمي